# Indústria electrònica

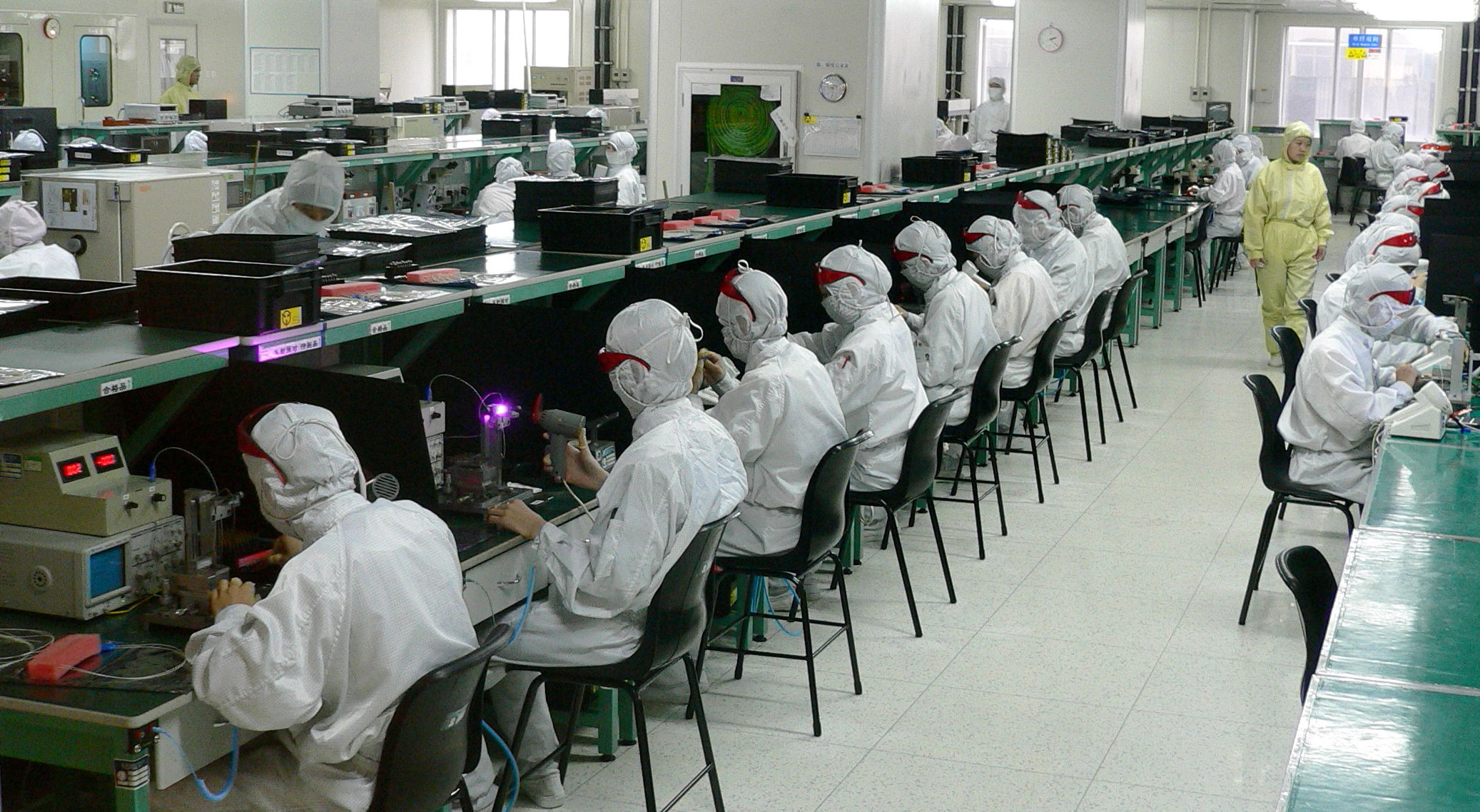
Treballadors d'una fàbrica d'electrònica a Shenzhen, Xina

La indústria electrònica és el sector econòmic que produeix dispositius electrònics. Va sorgir al segle XX i avui és una de les indústries mundials més grans. La societat contemporània utilitza una àmplia gamma de dispositius electrònics que es construeixen a les fàbriques operades per la indústria, que gairebé sempre estan parcialment automatitzades.
Els productes electrònics es munten principalment a partir de transistors d'òxid metàl·lic i semiconductors (MOS) i circuits integrats, aquests últims principalment per fotolitografia i sovint en plaques de circuits impresos.
Les plaques de circuits es munten en gran part mitjançant la tecnologia de muntatge en superfície, que normalment implica la col·locació automatitzada de peces electròniques en plaques de circuits mitjançant màquines pick-and-place. La tecnologia de muntatge en superfície i les màquines pick-and-place permeten muntar un gran nombre de plaques de circuit a gran velocitat.
La mida de la indústria, l'ús de materials tòxics i la dificultat del reciclatge han provocat una sèrie de problemes amb els residus electrònics. S'han desenvolupat regulacions internacionals i legislació ambiental per abordar aquests problemes.
La indústria electrònica consta de diversos sectors. La força impulsora central de tota la indústria electrònica és el sector de la indústria dels semiconductors, que té vendes anuals de més de $481 mils milions.

## Història
La indústria de l'energia elèctrica va començar al segle XIX, la qual cosa va donar lloc al desenvolupament d'invents com els gramàfons, els transmissors i receptors de ràdio i la televisió. El tub de buit es va utilitzar per als primers dispositius electrònics, abans de ser substituït en gran part per components semiconductors com a tecnologia fonamental de la indústria.
El primer transistor de treball, un transistor de contacte puntual, va ser inventat per John Bardeen i Walter Houser Brattain als Laboratoris Bell l'any 1947, la qual cosa va portar a una investigació significativa en el camp dels semiconductors d'estat sòlid durant la dècada de 1950. Això va provocar l'aparició de la indústria de l'electrònica de consum d' entreteniment domèstic a partir dels anys 50, en gran part gràcies als esforços de Tokyo Tsushin Kogyo (ara Sony) per comercialitzar amb èxit la tecnologia de transistors per a un mercat massiu, amb ràdios de transistors assequibles i després televisors transistoritzats.
La indústria empra un gran nombre d'enginyers electrònics i tècnics electrònics per dissenyar, desenvolupar, provar, fabricar, instal·lar i reparar equips elèctrics i electrònics com ara equips de comunicació, dispositius de monitorització mèdica, equips de navegació i ordinadors. Les peces habituals que es fabriquen són connectors, components del sistema, sistemes de cèl·lules i accessoris informàtics, i aquests estan fets d'acer aliat, coure, llautó, acer inoxidable, plàstic, tubs d'acer i altres materials.

## Electrònica de consum
Els productes electrònics de consum són productes destinats a l'ús diari, més sovint en entreteniment, comunicacions i productivitat d'oficina. La radiodifusió a principis del segle xx va portar el primer producte de consum important, el receptor de radiodifusió. Els productes posteriors inclouen ordinadors personals, telèfons, reproductors de MP3, telèfons mòbils, telèfons intel·ligents, equips d'àudio, televisors, calculadores, electrònica per a automòbils GPS, càmeres digitals i reproductors i gravadores que utilitzen suports de vídeo com DVD, VCR o càmeres de vídeo. Cada cop més, aquests productes s'han basat en tecnologies digitals i s'han fusionat en gran manera amb la indústria de la informàtica en el que cada cop es coneix més com a consumerització de les tecnologies de la informació.